# Gongora herrenhusana
Gongora herrenhusana är en orkidéart som beskrevs av Rudolph Jenny. Gongora herrenhusana ingår i släktet Gongora och familjen orkidéer. Inga underarter finns listade i Catalogue of Life.